# Potée bretonne
Pour un article plus général, voir Potée.
La potée bretonne est une variante de potée traditionnelle, de la cuisine bretonne, avec de nombreuses déclinaisons à base de choux et de différents morceaux de porc, de charcuterie variées, de bœuf, d'agneau, de canard ou de poisson.

## Préparation
Ces recettes bretonnes, à base de choux et de différents légumes, se déclinent de diverses façons dans chaque contrée, ville, ou village.
Les plus connues sont la potée de Quimper, dans laquelle entre la palette de porc ; la potée de Rennes, qui se compose de différents morceaux de porc ; la potée d’Elven, dans le pays vannetais, contenant du bœuf et du porc ; la potée aux algues, spécialité de l'île de Molène ; la potée de l’île de Sein, composée de lard et de fars pod (préparation à base de blé noir que l’on retrouve dans le kig ha farz). Enfin, on cuisine également une potée de congre. D'autres potées bretonnes sont cuisinées avec de l'épaule d'agneau, des morceaux de canard ou des saucisses à cuire.

## Accord mets/vins
Le vin rouge est conseillé sur les potées à la viande et aux choux, des vins comme les coteaux-du-quercy, un morgon, un moulin-à-vent, un chinon rouge ou encore un saumur-champigny se marient harmonieusement.
Le vin blanc, ou un cidre breton s'impose comme accompagnement des potées aux poissons, avec par exemple un chablis, un mâcon, en passant par un riesling d'Alsace, ou un vouvray, ou encore un patrimonio.

## Variantes
Potée, potée alsacienne, baeckeoffe, potée auvergnate, potée berrichonne, potée bourguignonne, potée comtoise, potée champenoise, potée limousine, potée lorraine, potée savoyarde.